# Alpine (Kolorado)
Alpine – jednostka osadnicza w Stanach Zjednoczonych, w stanie Kolorado, w hrabstwie Rio Grande.